# Kulturno-povijesna cjelina Velika Mlaka
Kulturno-povijesna cjelina Velika Mlaka, građevina u mjestu Velika Mlaka i gradu Velika Gorica, zaštićeno kulturno dobro.

## Opis
Naselje Velika Mlaka smješteno je u dolini rijeke Save, nekoliko kilometara sjeverozapadno od Velike Gorice. Pripada tipu izduženog naselja formiranog duž prometne komunikacije s dva povijesna žarišta: drvenom kapelom sv. Barbare iz 1642. godine te dvorcem Weingärtner s početka 19. stoljeća. Karakteristične su uske parcele na kojima je još početkom 20. stoljeća većinom prevladavala drvena izgradnja. Sačuvano je dvadesetak tradicijskih okućnica sa stambenom kućom zabatno orijentiranom prema ulici te gospodarskim objektima. Kapela i dvorac predstavljaju vrijedne građevine turopoljskog kraja te zajedno sa sačuvanim tradicijskim gospodarstvima oplemenjuju krajobraznu vizuru naselja.

## Zaštita
Pod oznakom Z-4000 zaveden je kao nepokretno kulturno dobro – pojedinačno, pravna statusa zaštićena kulturnog dobra, klasificirano kao "sakralna graditeljska baština".